# بوب روجرز (عسكري)
بوب روجرز (بالإنجليزية: Bob Rogers)‏ هو عسكري جنوب أفريقي، ولد في 7 نوفمبر 1921 في دولة البرتقال الحرة، وتوفي في 3 يونيو 2000 في كيب تاون في جنوب أفريقيا.